# Pyli (Kos)
Pyli (Grieks: Πυλί) is een dorp in de deelgemeente (dimotiki enotita) Dikaio van de fusiegemeente (dimos) Kos, in de Griekse bestuurlijke regio (periferia) Zuid-Egeïsche Eilanden. In 2001 telde het dorp 2.431 inwoners.
Puli ligt aan de centraal op het eiland nabij het heuvelachtige gebied van het eiland. In de buurt ligt ook Palio Pyli, een verlaten dorp waarvan ruïnes nog zichtbaar zijn.